# Christian Cloarec
Pour les articles homonymes, voir Cloarec.
Christian Cloarec est un acteur français, né à Brest (Finistère) le 31 octobre 1957.

## Biographie
Ancien élève du conservatoire à rayonnement régional de Rennes, classe de Guy Parigot, du Cours Florent, classes de François Florent et Rémi Chenylle, et du Conservatoire National Supérieur d'Art Dramatique, classes de Jacques Lassalle, Daniel Mesguich, Jean-Pierre Miquel et Claude Régy, il mène sa carrière professionnelle principalement sur les scènes publiques et privées des théâtres de l'hexagone, dont la Comédie-Française où il a été engagé en tant que pensionnaire de 1999 à 2011.

### Enseignement
(mai 2025).
- Université Stanford, Palo Alto USA : Masterclass sur La Fausse Suivante de Marivaux en 1992.
- Intervenant à Paris au Cours Florent en 1987,2000 et 2007 et à l'École Claude Mathieu en 2008.
- Chargé de cours à l'Université Sorbonne Nouvelle de 2013 à 2017.

## Théâtre

### Hors Comédie-Française
- 1984 : Agatha de Marguerite Duras, mise en scène Daniel Girard, Comédie de Caen : Lui
- 1985 : Roméo et Juliette de William Shakespeare, mise en scène Daniel Mesguich, théâtre de l'Athénée Louis Jouvet : Roméo
- 1985 : Les Soldats de Jakob Lenz, mise en scène Claude Régy, Théâtre de la Bastille : Haudy
- 1986 : Les Justes d'Albert Camus, mise en scène Jean-Pierre Miquel, Odéon-Théâtre de l'Europe : Kaliayev
- 1986 : La Tour de Nesle d'Alexandre Dumas, mise en scène Claude Santelli, Théâtre Silvia-Monfort : Gaultier d’Aulnay
- 1987 : Les Ensorcelés de Jules-Amédée Barbey d'Aurevilly, mise en scène Maurice Attias, Théâtre Gérard-Philipe, Saint-Denis : Barbey
- 1987 : Tête d'Or de Paul Claudel, mise en scène Aurélien Recoing, Odéon-Théâtre de l'Europe
- 1988 : Bivouac de Pierre Guyotat, mise en scène Alain Ollivier, Théâtre de la Bastille, Festival d'Automne : Adao
- 1989 : La Forêt d'Alexandre Ostrovski, mise en scène Bernard Sobel, Théâtre de Gennevilliers : Piotr
- 1990 : Le Prix du Soleil d'Agnès Mallet, mise en scène Gilles Gleizes, Théâtre de la Salamandre, Lille : Lui
- 1990 : Crime et Châtiment de Fiodor Dostoïevski, mise en scène Jean-Claude Amyl, théâtre 14 - Jean-Marie Serreau : Razoumikhine
- 1990-1991 : Le Jeu de l'Envers d'Antonio Tabucchi, mise en scène Daniel Zerki, Théâtre National de Strasbourg, Théâtre de la Commune, Aubervilliers, Fundação Calouste Gulbenkian, Lisbonne : Ettore
- 1991 : Andromaque de Jean Racine, mise en scène Anne Petit, théâtre 13 : Oreste
- 1992 : Ajax et Philoctète de Sophocle, mise en scène Christian Schiaretti, Odéon-Théâtre de l'Europe : Tecmesse, Neoptolème
- 1992 : Le Chevalier d'Olmedo de Lope de Vega, mise en scène Lluís Pasqual, festival d'Avignon, Odéon-Théâtre de l'Europe : Rodrigo
- 1993-1994 : Le Livre de Spencer d'après Christopher Marlowe, mise en scène Lluís Pasqual, Festival du Haut-Allier, Odéon-Théâtre de l'Europe : Edouard II
- 1993 : La Machine infernale de Jean Cocteau, mise en scène Pierre Meyrand, Théâtre La Limousine, Limoges : Œdipe
- 1994 : Les Estivants de Maxime Gorki, mise en scène Lluís Pasqual, Odéon-Théâtre de l'Europe : Rioumine
- 1993-1995 : Partage de midi de Paul Claudel, mise en scène Alain Ollivier, Studio-Théâtre de Vitry, tournée France, Croatie, Hongrie, Russie : Mesa
- 1996 : Athlètes de Philippe Faure d'après un scénario de Colin Welland, mise en scène Jean-Paul Lucet, théâtre des Célestins Lyon : Harold Abrahams
- 1998-1996 : Lulu de Frank Wedekind, mise en scène Jean-Luc Lagarce et François Berreur, Théâtre de l'Athénée Louis Jouvet : Rodrigo, le dompteur
- 1996 : Ondine de Jean Giraudoux, mise en scène Jean-Paul Lucet, Théâtre des Célestins, Lyon : le Chevalier
- 1997 : Cûchulainn le chien du forgeron, adaptation et mise en scène Natasha Cashman, Théâtre Firmin Gémier, Antony
- 1997 : Andromaque de Jean Racine, mise en scène Jean-Paul Lucet, Théâtre des Célestins, Lyon : Oreste
- 1998 : Mesure pour Mesure de William Shakespeare, mise en scène Claude Yersin, Nouveau Théâtre d'Angers : Angelo
- 1998 : Créanciers d'August Strindberg, mise en scène Jean-Claude Amyl, Théâtre de Poche-Montparnasse : Adolphe
- 1999 : Hudson River de Dominique Besnehard, mise en scène Claude Yersin, Nouveau Théâtre d'Angers : Pierre
- 2011 : La Sonate à Kreutzer de Léon Tolstoï, mise en scène Laurent Rey, Festival de Laon : Poznydchev
- 2011 : Théophile Gautier en musique, mise en scène Jeff Cohen, Fondation Singer-Polignac
- 2015-2016 : Noces de sang, de Federico García Lorca, mise en scène Daniel San Pedro, Compagnie des Petits Champs, Théâtre de Chateauvallon, Toulon, tournée France : Le père
- 2016-2017 : Les Cuisinières, de Carlo Goldoni, mise en scène Philippe Lagrue, Compagnie La Suzanne, Festival de Muret, Paris : Raimondo
- 2021-2023 : Presqu’égal à, de Jonas Hassen Khemiri, mise en scène Aymeline Alix, Compagnie du 4 Septembre, Le Volcan Le Havre, Théâtre des Quartiers d'Ivry

### Comédie-Française
- 1993 : Les Coréens de Michel Vinaver, mise en scène Christian Schiaretti, théâtre du Vieux-Colombier : Mio-Wan
- 2000 : Cinna de Pierre Corneille, mise en scène Simon Eine, salle Richelieu : Cinna
- 2001 : Pluie de cendres de Laurent Gaudé, mise en scène Michel Favory, Studio-Théâtre : Menda
- 2001 : Le Marchand de Venise de Shakespeare, mise en scène Andrei Serban, salle Richelieu : Salerio
- 2002 : Extermination du peuple de Werner Schwab, mise en scène Philippe Adrien, théâtre du Vieux-Colombier : M. Kovacic
- 2003 : Papa doit manger de Marie NDiaye, mise en scène André Engel, salle Richelieu : Zelner
- 2003-2004 : Dom Juan de Molière, mise en scène, Jacques Lassalle, tournée France et Pologne : Dom Alonse
- 2004 : Le Grand Théâtre du Monde de Calderon, mise en scène, Christian Schiaretti, salle Richelieu : le Laboureur
- 2005-2006 : Les Grelots du fou de Luigi Pirandello, mise en scène, Claude Stratz, théâtre du Vieux-Colombier et tournée France : le commissaire Spanò
- 2006 : L’Élégant Profil d’une Bugatti sous la Lune de Jean Audureau, mise en scène, Serge Tranvouez, théâtre du Vieux-Colombier : François Prelati
- 2006 : Les Temps Difficiles d'Édouard Bourdet, mise en scène, Jean-Claude Berutti, théâtre du Vieux-Colombier : Marcel
- 2007 : Sur la grand-route d'Anton Tchekhov, mise en scène, Guillaume Gallienne, Studio-Théâtre : Bortsov
- 2007 : Les Sincères de Marivaux, mise en scène, Jean Liermier, Studio-Théâtre : Dorante
- 2008-2009 : Figaro divorce d'Ödön von Horváth, mise en scène, Jacques Lassalle, salle Richelieu
- 2008-2010 : Cyrano de Bergerac d'Edmond Rostand, mise en scène, Denis Podalydès, salle Richelieu : De Guiche
- 2008-2010 : Le Mariage de Figaro de Beaumarchais, mise en scène, Christophe Rauck, salle Richelieu et tournée Russie : Bartholo
- 2009 : Pur de Lars Norén, mise en scène, Lars Norén, Théâtre du Vieux-Colombier : l’Homme
- 2009-2011 : Les Joyeuses Commères de Windsor de Shakespeare, mise en scène, Andrés Lima, salle Richelieu : Falot
- 2010 : Lettre de Casablanca d'Antonio Tabucchi, mise en scène, Claude Guyonnet et Christian Cloarec, théâtre du Vieux-Colombier, Alliance française au Brésil : Ettore
- 2010 : La Folie d’Héraclès d'Euripide, mise en scène, Christophe Perton, théâtre du Vieux-Colombier : Euripide et le Coryphée

## Filmographie

### Cinéma

#### Longs métrages
- 1983 : En haut des marches de Paul Vecchiali
- 1984 : Boy Meets Girl de Leos Carax
- 1986 : Gardien de la nuit de Jean-Pierre Limosin
- 1986 : Qui trop embrasse de Jacques Davila
- 1988 : Sécurité publique de Gabriel Benattar
- 1989 : Un été d'orages de Charlotte Brändström
- 1990 : Tumultes de Bertrand Van Effenterre
- 1995 : L'Échappée belle d'Étienne Dehaene
- 1997 : La Femme du cosmonaute de Jacques Monet
- 1998 : Swamp d'Éric Bu
- 1999 : La Chambre obscure de Marie-Christine Questerbert
- 1999 : Code inconnu de Michael Haneke
- 2002 : Au plus près du paradis de Tonie Marshall
- 2005 : Un ami parfait de Francis Girod
- 2010 : E o tempo passa d'Alberto Seixas Santos

#### Courts métrages
- 1983 : Le Tiers providentiel de Gérard Frot-Coutaz
- 1999 : Je ne comprends pas d'Agnès de Sacy
- 2002 : Trac d'Anne Kessler
- 2009 : Le Rescapé d'Aurélien Vernhes-Lermusiaux
- 2010 : Lettre de Casablanca de Martine Lancelot
- 2010 : Nathan d'Éric Bu

### Télévision
- 1983 : Bon anniversaire Juliette de Marcel Bozzuffi
- 1985 : Manipulations de Marco Pico
- 1986 : L'Ami Maupassant : Hautot père et fils de Jacques Tréfouël
- 1988 : Catherine de Médicis d'Yves-André Hubert
- 1989 : Jeanne d'Arc : Le Pouvoir et l'Innocence de Pierre Badel
- 1989 : L'Orestie d'Eschyle de Bernard Sobel
- 1992 : Les Aventures du jeune Indiana Jones de Simon Wincer, épisode 8
- 1994 : Arrêt d'urgence de Denys Granier-Deferre
- 1995 : L'Année du certif de Jacques Renard
- 1996 : Le Garçon d'orage de Jérôme Foulon
- 1997 : Julie Lescaut, épisode 3 saison 6, Abus de pouvoir d'Alain Wermus : Barel
- 1997 : PJ, épisodes Escroqueries et Vol à l'arraché de Gérard Vergès
- 1998 : The Frenchman's Creek de Ferdinand Fairfax
- 1998 : Verdict, épisode Erreur médicale de Laurent Carcélès
- 1999 : Les Quatre-vingt-unards de Marco Pico
- 1999 : Joséphine ange gardien, épisode Une famille pour Noël de Nicolas Cuche
- 2000 : Nestor Burma, épisode 33 Atout Cœur de Denys Granier-Deferre
- 2003 : Le Pays des enfants perdus de Francis Girod
- 2003 : Action Justice, épisode Déclaré Coupable d'Alain Nahum
- 2005 : Commissaire Cordier, épisode Témoin à abattre de Christophe Douchand
- 2007 : Avocats et Associés, épisode Refreshing Solutions de Claire de la Rochefoucauld
- 2008 : Ris, épisode 32 : Météore Express d'Alain Choquart
- 2008 : Boulevard du Palais, épisode 30 : Un crime ordinaire de Thierry Petit
- 2012 : Le Cerveau d’Hugo de Sophie Révil
- 2013 : La Rupture de Laurent Heynemann
- 2020 : Kralj Aleksandar Karadjordjevic de Zdravko Šotra (série serbe by VISIONTEAM)

## Doublage

### Cinéma

#### Films
- 2009 : Halloween 2 : Gary Scott (Richard Brake)

### Télévision

#### Séries télévisées
- Keith Carradine dans : 
  - Dexter (2007-2009) : l'agent spécial du FBI Frank Lundy (15 épisodes)
  - Damages (2010) : Julian Decker (saison 3)
  - Fargo (2014) : Lou Solverson (saison 1)

- 2003 : Smallville : Hiram Kent (Dean Wray) (saison 3, épisode 6)